# André Gille
Pour les articles homonymes, voir Gille (homonymie).
André Gille, né le 27 octobre 1921 à Paris et mort le 28 septembre 2012 à Saint-Rémy-lès-Chevreuse, est un acteur français de théâtre, cinéma et télévision.

## Biographie
André Gille passe cinq ans dans la Compagnie de Jacques Fabbri et joue avec lui, Les Suisses de Pierre Aristide Bréal, ainsi que Je veux voir Mioussov.
Comédien brillant de la série Au Théâtre ce soir, il joua aussi dans le feuilleton télévisé imaginé par Claude Olivier et Jean-Paul Rouland, Les sept de l'escalier 15, aux côtés de Jacques Fabbri, Jacques Balutin, Bernard Lavalette, Jean Parédès, Jean-Paul Roussillon, Amarande entre autres. Il interpréta aussi magistralement le rôle de M Pickwick à la télévision dans les émissions pour la jeunesse.

## Filmographie

### Cinéma
- 1958 Le Voyage en ballon de Albert Lamorisse
- 1960 La Famille Fenouillard de Yves Robert : Follichon
- 1960 Le Mouton de Pierre Chevalier : L'inspecteur Ribaud
- 1960 Portrait-Robot de Paul Paviot
- 1963 L'Honorable Stanislas, agent secret de Jean-Charles Dudrumet : Le critique musical à la télévision
- 1964 Les Pieds dans le plâtre de Jacques Fabbri et Pierre Lary : Cregut
- 1969 Clérambard de Yves Robert : Le docteur Mindeure
- 1970 L'Alliance de Christian de Chalonge : Mr Sadaine
- 1971 La Grande Maffia... de Philippe Clair
- 1978 Vas-y maman de Nicole de Buron
- 1980 Une merveilleuse journée de Claude Vital : Désiré
- 1982 Qu'est-ce qu'on attend pour être heureux ! de Coline Serreau : Maurice
- 1988 La Petite Amie de Luc Béraud : Le maire
- 2001 J'me souviens plus..., court métrage de Alain Doutey : Gaston

### Télévision
- 1960 : Les Joueurs, téléfilm de Marcel Bluwal
- 1964 : Les Aventures de Monsieur Pickwick (série télévisée) : Samuel Pickwick
- 1967 : Les sept de l'escalier 15   (série télévisée) : Monsieur Blouin, père de famille
- 1969 : Les Enquêtes du commissaire Maigret - épisode : La Nuit du carrefour (TV Series) : Michonnet
- 1966 - 1984 : 8 pièces pour l'émission Au Théâtre ce soir (voir parag. ci-dessous)
- 1973 : Un Monsieur Bien Rangé (mini-série) : Paul Mallard

## Théâtre
- 1951 : Lucienne et le boucher de Marcel Aymé, mise en scène Georges Douking, Théâtre de la Porte Saint-Martin - Corbin
- 1952 : Les gaités de l'Escadron de Georges Courteline, mise en scène Jean-Pierre Grenier, Théâtre de la Porte Saint-Martin - Maréchal des logis Dupont
- 1959 : Mousseline de Louis Velle, mise en scène Louis Velle, au Théâtre Fontaine - Armand
- 1972 : Les Vilains de André Gille d'après Ruzzante, mise en scène Jacques Echantillon, Festival du Marais, Théâtre de l'Atelier

André Gille a joué plusieurs dizaines de fois dans les pièces d'Au Théâtre ce soir dont il fut un des sociétaires à part entière avec la compagnie Jacques Fabbri.
Pièces avec la compagnie
- 1953 : Les Hussards de Pierre-Aristide Bréal, au Théâtre des Noctambules - Giacomo
- 1954 : Le Fantôme, d'après le texte de Plaute
- 1956 : La Famille Arlequin, pièce de Claude Santelli, au Théâtre Antoine : Pantalon - Arlequin
- 1956 : Jules, pièce de Pierre-Aristide Bréal, au Théâtre Antoine - le Vicomte
- 1957 : Les Hussards de Pierre-Aristide Bréal, au Théâtre du Palais Royal - Flicot
- 1958 : Le Bon Numéro de Eduardo de Filippo, au Théâtre du Palais Royal - Mario Bertolini
- 1963 : La Grande Oreille de Pierre-Aristide Bréal, au Théâtre de Paris - Blaise
- 1965 : La Grande Oreille de Pierre-Aristide Bréal, au Théâtre de Paris - Blaise
- 1965 : Je veux voir Mioussov de Marc-Gilbert Sauvajon d'après Valentin Kataiev, au Théâtre des Nouveautés - Zaitsev
- 1965 : L'envers d'une conspiration, pièce d'Alexandre Dumas, au Théâtre de Paris - Cuddy
- 1976 : Le Président de Charles Charras et André Gille, au Théâtre Le Fanal - Mimile
- 1979 : Je veux voir Mioussov de Marc-Gilbert Sauvajon d'après Valentin Kataiev, au Théâtre du Palais Royal - Zaitsev
- 1985 : Tailleur pour dames de Georges Feydeau, mise en scène Bernard Murat, au Théâtre des Bouffes Parisiens - Bassinet
- 1990 : La cerisaie de Anton Tchekhov, mise en scène Jacques Rosny, au Théâtre de la Madeleine - Pistchik
- 1991 : La nuit de Valognes de Eric-Emmanuel Schmitt, mise en scène Jean-Luc Tardieu, à la Comédie des Champs-Elysées
- 1993 : Le retour en Touraine de Françoise Dorin, mise en scène Georges Wilson, au Théâtre de l'Oeuvre - Lucien Castagnet

Pièces réalisées par Georges Folgoas au théâtre Marigny pour l'émission télévisée Au Théâtre ce soir
- 1966 :  La Grande Oreille de Pierre-Aristide Bréal, mise en scène Jacques Fabbri[4] - Blaise
- 1968 :  Je veux voir Mioussov de Valentin Kataiev, mise en scène Jacques Fabbri - Zaïtsev
- 1968 : Les Hussards de Pierre-Aristide Bréal, mise en scène Jacques Fabbri - Flicot
- 1969 :  Les Suisses de Pierre-Aristide Bréal, mise en scène Jacques Fabbri, réalisation Pierre Sabbagh -  Latoison
- 1971 : Misère et noblesse d'Eduardo Scarpetta, mise en scène Jacques Fabbri - Félice
- 1977 : Madame Jonas dans la baleine de René Barjavel, mise en scène Max Fournel - Henri Jonas
- 1979 : Zozo de Jacques Mauclair, mise en scène Jacques Ardouin - Crapote
- 1984 :  Les Hussards de Pierre-Aristide Bréal, mise en scène Jacques Fabbri - Flicot